# Хепбёрн, Джон
Джон Хепбёрн (англ. Sir John Hepburn; ок. 1598 — 8 июля 1636) — шотландский военный, который участвовал в войнах в континентальной Европе, получив звание и статус маршала Франции.

## Биография
Джон Хепберн был 2-м сыном Джорджа Хепберна из Ательстанфорда, недалеко от города Хаддингтон, и его жены Хелен Хепберн, дочери Адама Хепберна из Смитона. Вероятно, он учился в Сент-Эндрюсе в 1615 году, а затем отправился во Францию со своим другом Робертом Монро, посетив Париж и Пуатье. Хепберн был одним из многих тысяч шотландцев, участвовавших в Тридцатилетней войне. В 1620 году сэр Эндрю Грей начал собирать силы для поддержки королевы Богемии Елизаветы, и он разбил свой лагерь на семейной собственности Хепбернов в Монкриге. Джон присоединился к войскам Грея, покинув Шотландию в мае 1620 года, и после этого командовал ротой пикинёров, которые служили личной охраной изгнанного короля Богемии. После поражения при Белой Горе силы Грея объединились с войсками графа Эрнста фон Мансфельда, и к 1622 году Джон Хепберн получил звание капитана. Он служил во время сражений при Берген-оп-Зом в июле и при Флёрюсе в августе 1622 года. Именно после того, как войска Мансфельда были расформированы в 1623 году, Джон Хепберн и его войска поступили на шведскую службу.
В 1625 году сэр Джон Хепберн был назначен полковником своего собственного пехотного отряда с окладом в 380 фунтов стерлингов в год. Он с честью служил во время шведских кампаний в Пруссии, особенно при обороне Меве от польской армии численностью 30 000 человек в 1625 году. К 1627 году его репутация была такова, что он стал одним из четырёх шотландских полковников, посвященных в рыцари в том же году королем Густавом II Адольфом, другими были Патрик Рутвен, Александр Лесли и Дэвид Драммонд. В июне 1630 года Джон Хепберн сопровождал шведского короля в Померанию, когда король начал свои немецкие кампании против империи Габсбургов. Хепберн совместно командовал с полковником Максимиллианом Тойффелем в Кольберге, который капитулировал перед шведскими войсками в 1630 году. Хепберн стал губернатором замка Ругенвальде после того, как он и 6 его рот были отправлены туда, чтобы освободить Монро и Тизенхузена в октябре 1630 года. Оксенштерна отметил, что в этот момент Джон Хепберн настолько компетентно руководил своими людьми, что не слышал никаких жалоб, когда войска проходили через Померанию, и вскоре после этого Хепберн попросил назначить его в кавалерийский полк, поскольку травма колена мешала ему служить в пехоте. Монро отметил, что люди Хепберна обычно вызывались королем, когда войска требовались для особо опасных ситуаций, поэтому в декабре 1630 года 4 его роты были отправлены в королевскую армию. Силы Хепберна стали известны как Зелёная бригада. Джон Хепберн оказался очень успешным, как упоминал Роберт Монро, при завоевании Ландсберга/Варты в апреле 1631 года. В сентябре его войска отличились в боях под Франкфуртом на Одере и в битве при Брайтенфельде близ Лейпцига, где Джон Хепберн был ранен. Он командовал войсками вместе с сэром Джеймсом Ламсденом и Дональдом Маккеем, лордом Реем, после смерти полковника Тойффеля.
В декабре 1631 года Джон Хепберн, как старший полковник, удостоился чести «Штурма» Оппенгейма. Шведская разведка фиксирует его действия в Баварии в Донаувёрте и на мосту Харбург, где он был прикомандирован английскими добровольцами, включая лорда Крейвена и Роберта Маршама. Он также служил временным губернатором Ландсхута, прежде чем взять на себя ту же роль в Мюнхене.
Находясь в Баварии, Джон Хепберн взял отряд из 2000 мушкетеров, чтобы присоединиться к королю Швеции Густаву Адольфу в погоне за герцогом Баварским в районе Зульцбах-Розенберг. Они надеялись застать Баварию врасплох до того, как он сможет встретиться с войсками Валленштейна. К тому времени, когда король Густав Адольф собрал все свои силы вместе, он командовал шестью пехотными бригадами, три из которых контролировались Хепберном . Две армии некоторое время насмехались друг над другом, и к июлю шведские войска вернулись в Нюрнбург. Болезни и дезертирство сказались на обеих сторонах, так что обе армии сократились в размерах, и в боях погибло мало людей. Вскоре после этого выяснилось, что у Хепберна и шведского короля возникли разногласия, из-за которых Хепберн ушёл в отставку из шведской армии. Некоторые источники сообщают, что Хепберн, будучи убежденным католиком в сочетании с его ярким личным стилем всегда раздражал Густава II Адольфа — другие утверждают, что это было потому, что ему не было присвоено звание генерал-лейтенанта, но фактическая причина разногласий остается неизвестной. Джон Хепберн был освобожден Густавом Адольфом 10 июля 1632 года. Тем не менее, Хепберн остался на поле боя и принял участие в битве 24 августа под Нюрнбергом в качестве наблюдателя (шведский разведчик описывает свой статус там как простого добровольца). После этого Джон Хепберн и несколько других шотландских офицеров, в том числе сэр Джеймс Гамильтон из Пристфилда, вернулись в Шотландию.
26 января 1633 года сэр Джон Хепберн получил свое первое поручение от французского правительства. Ордер короля Карла I на призыв 1200 человек Хепберна датируется 26 марта, а запись в записях Тайного совета датируется 24 апреля . Хепберн собрал 2000 человек в Шотландии для французской службы и командовал при завоевании Лотарингии и осаде Нанси. Он продолжил свою успешную карьеру в Эльзасе и при взятии замка де Ла Мот в 1634 году. В это время Хепберн командовал 6000 солдатами, получив звание лагерного маршала. Затем он служил в Германии под командованием маршала Ла Форса, де Брезе и кардинала де ла Валетта, в конце концов присоединившись к армии герцога Бернарда Веймарского в 1635 году. К марту того же года автор «Новейшей истории мира» отметил сэра Джона Хепберна как фельдмаршала армии короля Франции. Звания как такового не существовало, но его титул был лагерный маршал. Вскоре после этого ему было присвоено звание маршала Франции во время кампании, хотя он умер до того, как узнал о своем назначении. В этот период Джон Хепберн выступал в качестве посредника между шведами и французскими военачальниками. К этому моменту его Régiment de Hebron возглавляли три старших офицера: полковник сэр Джон Хепберн, подполковник Манро и майор сэр Патрик Монтейт. В него вошли 45 капитанов, 1 штабс-капитан, 45 лейтенантов, 48 прапорщиков, 4 хирургов, 6 адъютантов, 2 капеллана, 1 барабан-майор, 1 пайпер, 88 сержантов, 288 ефрейтора, 288 лэнс-капрала, 96 барабанщиков и 48 компаний, каждая из которых состоит из 150 мушкетеров и пикинёров, общей численностью около 8,316 мужчин.
8 или 21 июля 1636 года Джон Хепберн был убит огнестрельным ранением в шею во время осады Саверна. Джон был похоронен вместе со своим мечом, шлемом и шпорами в Тульском кафедральном соборе во Франции. Памятник, с тех пор разрушенный, был установлен там на западной стороне левого трансепта. Судя по всему, он не был женат и не имел детей. Эндрю Хепберн, утверждающий, что является братом-немцем как полковника сэра Джона, так и подполковника сэра Джеймса Хепберна, подал прошение в Тайный совет Шотландии в июле 1636 года о праве претендовать на их имущество и имущество в качестве единственного оставшегося в живых наследника.
Французский полк Хепберна, Régiment d’Hebron, позже превратился в современный Королевский шотландский полк британской армии.